# Площа Богдана Хмельницького (Кропивницький)
Площа Богдана Хмельницького — площа в місті Кропивницький, названа на честь українського гетьмана Богдана Хмельницького.
Площа Богдана Хмельницького — другий за значимістю майдан міста. Міститься між вулицями Преображенською, Великою Перспективною, Володимира Панченка та проспектом Винниченка. З неї виходить вулиці В'ячеслава Чорновола, Острівська.

## З історії площі
Майдан, де тепер міститься площа Богдана Хмельницького, у місцині неподалік Інгула, було розбито ще в середині XIX століття, й названо Банною площею, бо тут знаходились міські публічні лазні (від рос. баня).
Після смерті міського голови, особистого почесного громадянина Івана Макеєва (1865 рік) Банну площу перейменували на Макеєвський бульвар.
За СРСР майдан нарекли площею Декабристів.
Після здобуття Україною незалежності (1991) зі встановленням у сквері по центру площі 1995 року пам'ятника Богданові Хмельницькому, площу було перейменовано вкотре, й вона дістала свою сучасну назву — площа Богдана Хмельницького.

## Транспорт
Площа Богдана Хмельницького має важливе транспортне значення, традиційно тут розташовані зупинки численних маршрутних таксі, зокрема кінцеві, та автобусів, а до осені 2009 року — тролейбусна зупинка «Площа Богдана Хмельницького».
- Тролейбус: №№ 5, 7a, 8, 11, а також нічний маршрут № 10a.
- Автобус: №№46, 103, 104а, 111, 118, 123, 274

## Об'єкти
На площі розташовані:
- Кіровоградський обласний академічний театр ляльок (точна адреса: вул. Преображенська, 3);
- Будинок побуту «Інгул» (точна адреса: вул. Преображенська, 2) — в якому нині (2000-ні) містяться численні офіси комерційних фірм, туристична агенція «Фортеця-Тур», торговельні представництва тощо.

У центрі майдану влаштований невеликий сквер, у середині якого 1995 року було встановлено пам'ятник Богданові Хмельницькому (ск. А. Гончарук, О. Гончар, М. Вронський, арх. А. Губенко), що й стало, власне, архітектурним завершенням оформлення майдану.